# Carl-Martin Vikingsson
Carl-Martin Lennart Vikingsson, även känd under artistnamnen Sture och Sture Allén den yngre, född 8 maj 1978, är en svensk artist, låtskrivare och textförfattare.
Han är känd som en av grundarna av och vokalisterna i bandet Svenska Akademien samt som frontfigur i Stures Dansorkester. 
Vikingsson kandiderade till Riksdagen 2010 för Miljöpartiet de Gröna och var mellan 2011 och 2019 anställd av Miljöpartiet i olika funktioner, bland annat i Regeringskansliet. 2019 lämnade Vikingsson politiken.

## Diskografi

### Album med Svenska Akademien
- 2001 – Snapphaneklanen (EP)
- 2002 – Med anledning av
- 2004 – Tändstickor för mörkrädda
- 2005 – Resa sig opp
- 2005 – Upphovsmännen till den skånska raggan (Samling)
- 2007 – Gör det ändå!

### Singlar med Svenska Akademien
- 2001 – "Snapphaneklanen"
- 2002 – "Rötter"
- 2004 – "Psalm för mörkrädda"
- 2005 – "Du vill så du kan"
- 2007 – "Vakna"
- 2007 – "Uppe i höjden"
- 2009 – "Samma nytt"
- 2013 – "Fortfarande jag"

### Album med Stures Dansorkester
- 2006 – Långsamt gift i bestens buk
- 2011 – Tillvaroturism

### Album med Sture Allén den yngre
- 2016 – Släck inte ljuset

### Singlar med Sture Allén den yngre
- 2015 – "Tro mig"
- 2015 – "Tänk igen"
- 2016 – "Samma ändå"
- 2016 – "Vart är vi på väg?"
- 2016 – "Det här är ingen låt"
- 2021 – ”Summan är ett” (Angelica Mava, medverkande)